# Дороганець
Дороганець (рос. Дороганец) — присілок в Дєдовицькому районі Псковської області Російської Федерації.
Населення становить 8 осіб. Входить до складу муніципального утворення Пожеревицька волость.

## Історія
Від 2015 року входить до складу муніципального утворення Пожеревицька волость.

## Населення
| 2001 | 2002 | 2010 |
| ---- | ---- | ---- |
| 24   | ↘17  | ↘8   |